# Anything to Say?
Anything to Say? (« Quelque chose à dire ? ») est une sculpture en bronze et une installation artistique itinérante de l'italien Davide Dormino.
Placée sur l'Alexanderplatz de Berlin le 1er mai 2015 à son inauguration, elle a été placée tour à tour dans plusieurs villes à travers le monde dont Paris, Tours et Strasbourg.
Elle représente les lanceurs d'alerte Edward Snowden, Julian Assange et Bradley Manning (Chelsea Manning) debout sur des chaises avec une quatrième chaise vide destinée à servir au spectateur pour qu'il s'exprime.

## Quelques lieux d'exposition

### Berlin – Alexanderplatz
Le 1er mai 2015 sur Alexanderplatz, un lieu historique de Berlin, l'artiste présente publiquement la sculpture pour la première fois en présence de membres du parti Vert allemand qui ont participé à son financement,. L'artiste explique le choix des trois personnages par le fait qu'il s'agit de "trois personnes qui ont perdu leur libérté pour défendre la nôtre".

### Paris – centre Georges Pompidou
Le Centre Georges Pompidou Centre accueille la sculpture en septembre en face de ses bâtiments centre, en présence du président de Reporters sans frontières Christophe Deloire, de la lanceuse d'alerte d'UBS, Stéphanie Gibaud.
Catherine Deneuve fait partie des sponsors qui ont rendu possible la venue de la statue à Paris. Elle prend la parole pour lire un texte d'Irène Frachon, qui avait dévoilé le scandale du Mediator.

### Bruxelles - Place de la Monnaie
En  janvier 2020 La Fédération internationale des journalistes (FIJ) a appuyé les actions de Carta Academica et Belgium4Assange, visant la défense de  la liberté d'expression, de la liberté de la presse et du droit de savoir. Les lanceurs d'alerte Julian Assange, Chelsea Manning, Sarah Harrison et Edward Snowden ont été mis à l'honneur au moyen de la statue par de simples citoyens, des journalistes, des artistes, des organisations de défense des droits de l'homme et des syndicats. Un appel a été adressé au gouvernement belge pour qu'il agisse pour protéger Julian Assange et empêcher son extradition vers les États-Unis.
La place de la Monnaie à Bruxelles qui accueillait l’événement a été rebaptisée temporairement Place Julian Assange pour l'occasion,.

### Genève - AuxBains des Pâquis

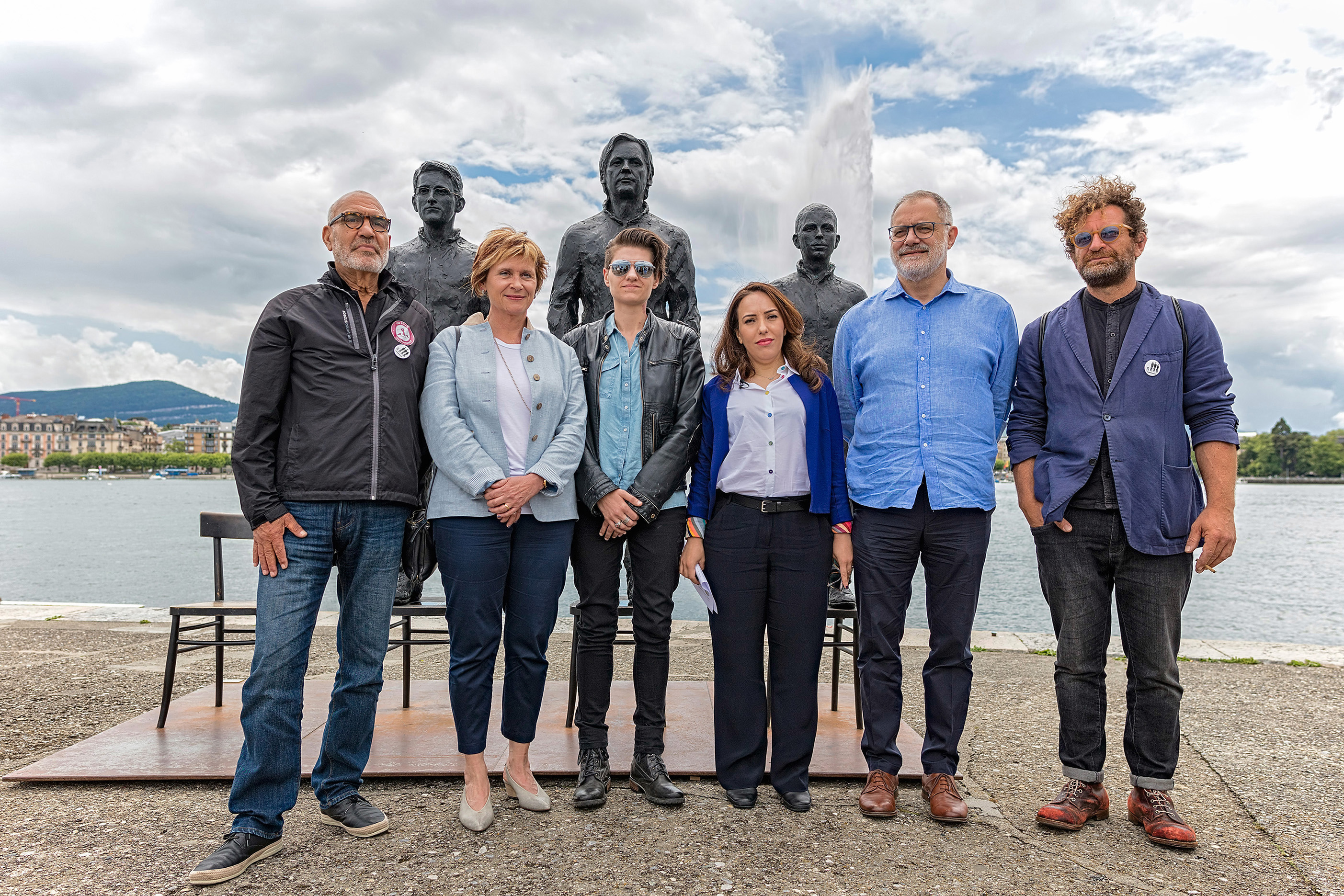
Inauguration de la sculpture, Bains des Pâquis, Genève, 5 juin 2021.

Sur la jetée, face au Jet d’eau, Stella Moris, le 4 juin 2021,, est accompagnée par la maire de Genève Frédérique Perler, le Rapporteur spécial de l’ONU sur la torture Nils Melzer, Dénis Masmjean (RSF-Suisse) et des personnalités engagées dans la défense des droits humains, ainsi que de nombreux citoyens pour lancer 

« “L’ Appel de Genève” pour demander la libération immédiate de Julian Assange. En isolement cellulaire à la prison de haute sécurité de Belmarsh à Londres, le fondateur de WikiLeaks est menacé d’extradition vers les États-Unis où il risque une peine de prison de 175 ans. Son seul crime est d’avoir dit la vérité !

Le 5 juin 2021, l'installation de la sculpture de Davide Dormino est inaugurée officiellement.
Au nom du respect des droits de l’homme inaliénables et des valeurs promues par les organisations de défense des droits humains basées à Genève »

 un certain nombre de demandes sont adressées aux autorités britanniques, à tous les États démocratiques, aux organisations internationales et aux organisations non-gouvernementales à Genève ainsi qu’aux médias et aux peuples.